# Lapampasaurus
Lapampasaurus („ještěr z provincie La Pampa“) je rod hadrosauriformního dinosaura, žijícího v období pozdní křídy (věky kampán až maastricht, asi před 76 až 70 miliony let) na území dnešní Argentiny (provincie La Pampa, geologické souvrství Allen).

## Objev a popis
Dinosaurus byl formálně popsán na přelomu let 2012 a 2013. Známý je v současnosti pouze jeden (typový) druh, L. cholinoi. Druhové jméno je poctou objevitele zkamenělin, José Cholina. Stejně jako vzdáleně příbuzný rod Iguanodon byl také Lapampasaurus poměrně velkým býložravcem se zobákovitým zakončením čelistí.